# Jason Slaughter
Jason Slaughter (? –) kanadai–holland Youtuber, aki a  Not Just Bikes nevű YouTube-csatornát üzemelteti.
A csatorna különböző urbanisztikai problémákat tár fel. Gyakori témája a hollandiai kerékpározás, valamint összehasonlítja Hollandia közlekedését, infrastruktúráját és környezetét az Egyesült Államokéval és Kanadáéval.

## Élete
Slaughter Kanada Ontario tartományában található London városában nőtt fel. Családjával azért költöztek a hollandiai Amszterdamba, mert szerintük a Kanadában és az Egyesült Államokban elterjedt autóközpontú külvárosi terjeszkedés megnehezíti a gyaloglást, a kerékpározást és a tömegközlekedés igénybevételét.

## Fordítás
- Ez a szócikk részben vagy egészben  a   Not Just Bikes című angol Wikipédia-szócikk ezen változatának fordításán alapul.  Az eredeti cikk szerkesztőit annak laptörténete sorolja fel. Ez a jelzés csupán a megfogalmazás eredetét és a szerzői jogokat jelzi, nem szolgál a cikkben szereplő információk forrásmegjelöléseként.